# Al Abraq nemzetközi repülőtér
Az Al Abraq nemzetközi repülőtér vagy Al-Bajda nemzetközi repülőtér (IATA: LAQ, ICAO: HLLQ) egy repülőtér, amely a kelet líbiai Al-Bajda városát szolgálja ki. A repülőtér Al-Bajdától 16 kilométerre keletre, Líbia Földközi-tengeri partvidékétől 12 kilométerre délre található.

## Légitársaságok és célállomások
| Légitársaság      | Célállomások                                           |
| ----------------- | ------------------------------------------------------ |
| Afriqiyah Airways | Alexandria, Ammán, Isztambul, Málta, Monasztir, Tunisz |
| Libyan Airlines   | Alexandria, Isztambul, Dzsidda, Tripoli–Mitiga, Tunisz |

## Futópályák
A repülőtér futópályái:
- 10/28 (3600 m, aszfalt)
- 03/21 (1836 m, aszfalt)

## Fordítás
Ez a szócikk részben vagy egészben  az   Al Abraq International Airport című angol Wikipédia-szócikk ezen változatának fordításán alapul.  Az eredeti cikk szerkesztőit annak laptörténete sorolja fel. Ez a jelzés csupán a megfogalmazás eredetét és a szerzői jogokat jelzi, nem szolgál a cikkben szereplő információk forrásmegjelöléseként.

## Lásd még
- Mitiga nemzetközi repülőtér